# Авл Цецина Алиен
Авл Цеци́на Алие́н (лат. Aulus Caecina Alienus; Виченца — 79) — римский военачальник I века н. э., консул-суффект 69 года.

## Биография
В 68 году Цецина был квестором в Бетике. Он поддержал восстание Гальбы и получил должность легата IV Македонского легиона в Верхней Германии. В это время Цецина описан Тацитом как человек «молодой, красивый, статный, непомерно честолюбивый...»
Спустя короткое время Цецина был обвинён в растрате казённых денег и решил поддержать выступление нового претендента на трон, наместника Нижней Германии Авла Вителлия. Зимой 69 года по приказу Вителлия Цецина с 30-тысячной армией двинулся в Италию. Разгромив племена гельветов, он пересёк Альпы и вступил в долину По. В дороге Цецина получил известие, что Гальба убит, а Отон провозглашён императором.
Цецина осадил Плаценцию, но неудачно; тогда он отступил к Кремоне, чтобы подождать там другого полководца Вителлия, Фабия Валента, который шёл через Галлию. Соединившись, Цецина и Валент нанесли сокрушительное поражение отонианцам в битве при Бедриаке (16 апреля 69 года). Отон совершил самоубийство, Вителлий стал римским императором.
При дворе Вителлия Цецина имел большое влияние; по словам Тацита, «Вителлий не имел настоящей власти, —  Цецина  и Валент правили за него». Вскоре, однако, легионы востока империи провозгласили императором Веспасиана, командующего в Иудее, и Вителлий послал Цецину на север против войск Марка Антония Прима. Цецина с армией вышел из столицы, но тогда же вступил в связь с агентами Веспасиана и тайно перешёл на его сторону.
Цецина вёл кампанию вяло. Выждав момент, он попытался привести свою армию к присяге Веспасиану, но потерпел неудачу и был закован в кандалы. Солдаты Прима, разбив вителлианцев у Кремоны, освободили его.
Цецина был в милости у Веспасиана, тем не менее вместе с Эприем Марцеллом он участвовал в заговоре против императора в 79 году. Это закончилось плачевно: как пишет Светоний, префект претория Тит (сын Веспасиана и будущий принцепс), перехватив подстрекательское письмо Цецины к войскам, пригласил его на обед и приказал убить на выходе из столовой.